# Arved Fuchs

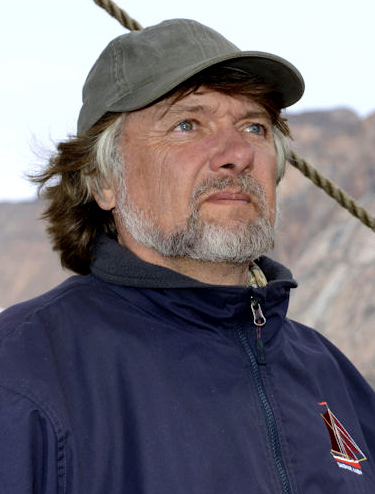
Arved Fuchs (2014)

Arved Fuchs (* 26. April 1953 in Bad Bramstedt) ist ein deutscher Polarforscher und Buchautor. Er wurde durch zahlreiche Fernsehdokumentationen und Fotoreportagen bekannt.

## Leben
Nach der Schule absolvierte Arved Fuchs eine Ausbildung bei der Handelsmarine. Das anschließende Studium der Schiffsbetriebstechnik an der Flensburger Fachhochschule brach er zur Zwischenprüfung ab.
Seit 1977 führten ihn zahlreiche Expeditionen vor allem in arktische Gebiete. 1979 reiste er erstmals an die Westküste Grönlands. Fuchs’ Vorhaben im Jahre 1980, zu Fuß den Nordpol zu erreichen, scheiterte zunächst; neun Jahre später konnte er dieses Projekt erfolgreich durchführen. 1983 überquerte er auf der Route der Alfred-Wegener-Expedition von 1930 das grönländische Inlandeis. Seit 1989 besitzt Fuchs das Expeditionsschiff Dagmar Aaen.
Er ist einer der deutschen Botschafter der internationalen UN-Dekade Biologische Vielfalt und ehrenamtlicher Klimawald-Botschafter der Stiftung Klimawald.
Arved Fuchs ist nicht mit dem ebenfalls für Polarfahrten bekannt gewordenen Vivian Fuchs verwandt.

## Expeditionen (Auswahl)

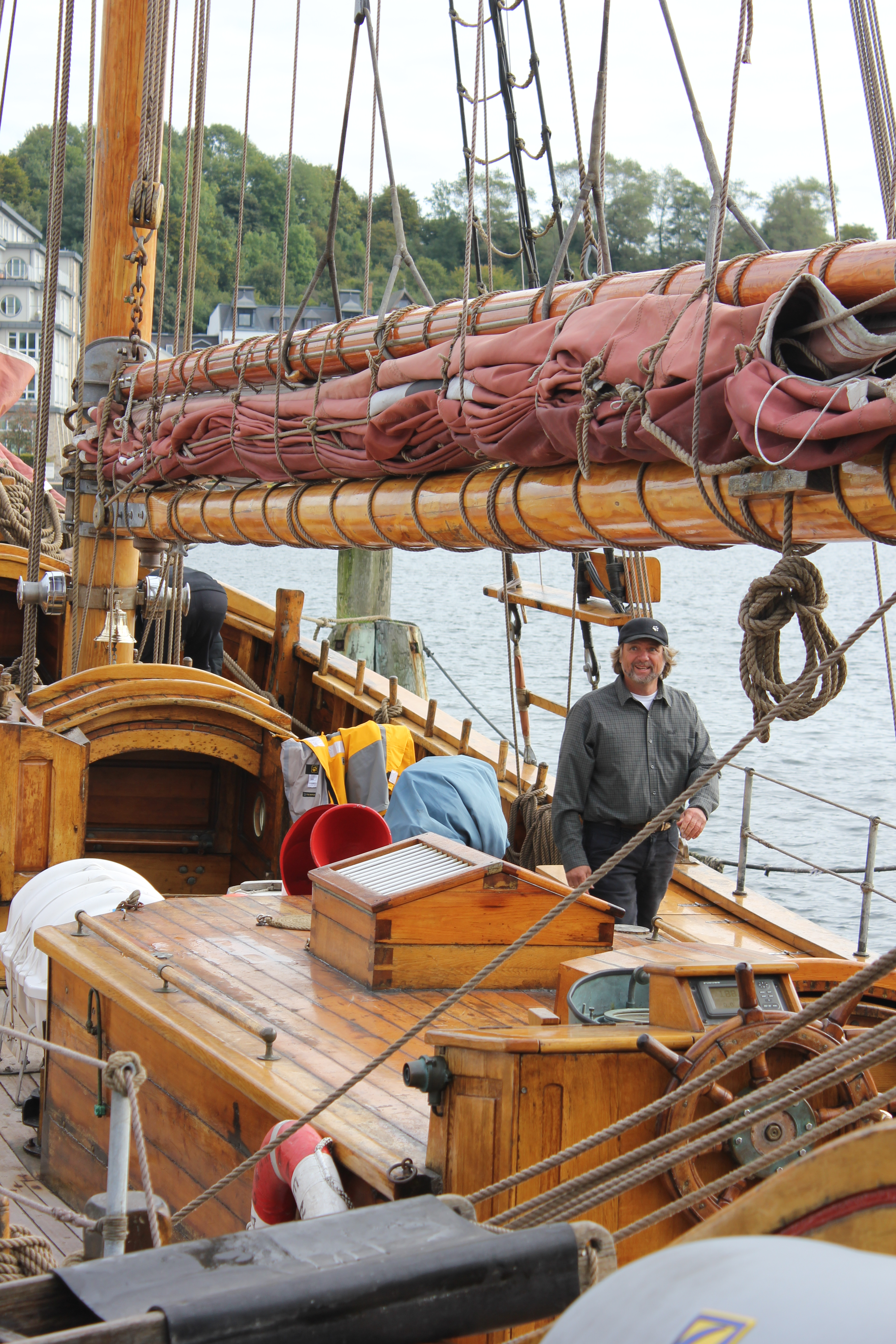
Arved Fuchs nach der Rückkehr von einer Expedition mit seinem Schiff Dagmar Aaen im Museumshafen Flensburg (2013)

Neben einer siebzigtägigen Durchquerung Grönlands mit Hundeschlitten (1983) auf den Spuren des Polarforschers Alfred Wegener und einer Winterumrundung von Kap Hoorn mit einem Faltboot (1984) unternahm Fuchs weitere Expeditionen. 1989 gelangte Fuchs als erster Deutscher mit der internationalen Expedition Icewalk (zu der auch Robert Swan gehörte) zu Fuß zum Nordpol. Im selben Jahr führte eine weitere Expedition zusammen mit Reinhold Messner vom Patriot Hills Base Camp am Filchner-Ronne-Schelfeis zum Südpol, und als Kontinentaldurchquerung weiter zur McMurdo-Station in der Antarktis. Damit erreichte Fuchs 1989 als erster Mensch beide Pole innerhalb nur eines Jahres zu Fuß.
Seit 1991 verlegte er seine Ambitionen primär auf das Wasser, baute den Haikutter Dagmar Aaen für Fahrten in arktische Gebiete um, mit dem er seitdem viele Male unterwegs war – unter anderem rund um Amerika (1995–1996), durch die Nordostpassage (2002) sowie die Nordwestpassage (1993 und 2003/2004). Für die Nordostpassage gelang es Arved Fuchs dank der künstlerischen Unterstützung durch den Expeditionsmaler und Segler Rainer Ullrich, seine eigene Expedition in Bildern zu dokumentieren:

„Die Idee, einen Expeditionsmaler mitzunehmen, ist nicht neu, und sie stammt keineswegs von mir. Vor dem Zeitalter der Fotografie war der Maler stets fester und wesentlicher Bestandteil einer Expeditionsmannschaft, und selbst später, als man längst fotografierte und auch filmte, war der malende Chronist meist dabei. Alexander von Humboldt, Julius Payer, Fridtjof Nansen, Georg Steller oder James Cook, um nur einige Namen zu nennen: Sie alle zeichneten selbst oder hatten Maler dabei. Wenn ich nicht schon auf früheren Expeditionen einen Künstler mitgenommen habe, dann einzig aus dem Grund, dass ich keinen gefunden habe.“

1997/1998 erfolgte die Expedition Arctic Passages, wobei Fuchs unter anderem einen Heißluftballon auf Spitzbergen aufsteigen ließ. Sein Schiff Dagmar Aaen überwinterte im Scoresbysund in Ostgrönland.
Mit einem Nachbau eines originalen Rettungsbootes (James Caird II) lebte er im Jahr 2000 die historische Rettungsaktion von Sir Ernest Shackleton nach, indem er durch antarktische Gewässer zur Insel Südgeorgien segelte und diese dann zu Fuß überquerte. 2007 übergab Arved Fuchs die James Caird II an das Internationale Maritime Museum Hamburg.
Am 9. Juni 2009 startete Fuchs mit dem Projekt Nordpoldämmerung eine neue Expedition nach Nordwest-Grönland. Mit dem Segelschiff Dagmar Aaen stach der 56-Jährige von Hamburg aus in See und plante, einer historischen Expedition von 1881 bis 1884 zu folgen und neue eisfreie Regionen der Arktis zu befahren.
Im Winter 2012 folgte eine Hundeschlitten-Expedition entlang der Nordwestküste Grönlands. Zwei Jahre später bestiegen drei Crewmitglieder im Zuge der Expedition Pittarak den höchsten Berg Grönlands, Gunnbjørn Fjeld. Im August 2015 brach Fuchs mit der Dagmar Aaen zur Expedition Ocean Change auf, die über die Kapverdischen Inseln, Guinea-Bissau und Brasilien bis nach Ushuaia verlief. Dort glückte im Dezember die Umrundung von Kap Hoorn.
Fuchs fand unter einer Steinpyramide ein Schriftstück der Österreichisch-Ungarischen Nordpolexpedition mit der Admiral Tegetthoff.

## Ehrungen
- 2000: 9. Ehrenkapitän der Rickmer Rickmers
- 2005: Tilman-Medaille des Royal Cruising Club (RCC)
- 2008: Goldenes Lot, Ehrung des Verbandes Deutscher Vermessungsingenieure
- 2012: Bundesdeutscher Arbeitskreis für Umweltbewusstes Management (B.A.U.M.)
- 2015: Goldene Blume von Rheydt, ältester deutscher Umweltpreis der Stadt Mönchengladbach
- 2017: Bundesverdienstkreuz am Bande[7]
- 2017: Umweltpreis der Stiftung NatureLife für sein Lebenswerk[8]
- 2018: Senckenberg-Preis der Senckenberg-Gesellschaft für sein Naturengagement
- 2018: Außerordentliche Exzellenzprofessur der Dr. Werner Petersen-Stiftung
- 2019: seadevcon maritime Award[9]

## Publikationen
- Abenteuer Arktis, ISBN 3-87943-901-X
- Spuren im Eis, ISBN 3-613-50161-9
- South Nahanni, ISBN 3-613-50036-1
- Im Faltboot um Kap Hoorn, ISBN 3-7688-1092-5
- Von Pol zu Pol, ISBN 3-7688-1464-5
- Abenteuer russische Arktis, ISBN 3-7688-1141-7
- Wettlauf mit dem Eis, ISBN 3-462-02367-5
- Abenteuer zwischen Tropen und ewigem Eis, ISBN 3-7688-1353-3
- Der Weg in die weiße Welt, ISBN 3-7688-1071-2
- Im Schatten des Pols, ISBN 3-7688-1228-6
- Kälter als Eis, ISBN 3-7688-1431-9
- Grenzen sprengen, ISBN 3-7688-1576-5
- Nordwestpassage – Der Mythos eines Seeweges, ISBN 3-7688-1675-3
- Die Spur der weißen Wölfe, ISBN 978-3-7688-1921-3
- Kein Weg ist zu weit – Die Geschichte der Dagmar Aaen, ISBN 978-3-7688-2597-9
- Blickpunkt Klimawandel – Gefahren und Chancen, ISBN 978-3-7688-3131-4
- Nordatlantik – Eine Entdeckungsfahrt, ISBN 978-3-7688-3252-6
- Polarlicht in den Segeln – Eine Winterreise zu den Lofoten, ISBN 978-3-7688-3673-9
- Grönland – Meine Abenteuer in Eis und Schnee, ISBN 978-3-667-10282-9
- Die Umrundung des Nordpols, ISBN 978-3-667-11168-5
- Aus Abenteuern lernen – meine Beobachtungen zum Klima. DK, 1. Auflage 2021. ISBN 978-3-667-12181-3